# Chó Tesem
Chó Tesem ( = tsm) là tên Ai Cập cổ đại cho "chó săn". Trong các tài liệu phổ biến, nó biểu thị con chó có đôi tai nhọn, chân dài với một cái đuôi cong từ thời Tiền Ai Cập, nhưng nó cũng được sử dụng với tham chiếu đến loại chó tai rủ "saluki / sloughi", nó là một trong nhiều loại chó ở Ai Cập cổ đại, đặc biệt là loại thứ hai có vẻ ngoài giống với loài chó săn nhất.
Ba loại chó chính được nhìn thấy ở Ai Cập cổ đại, đây là loài chó pariah, chó giống chó săn và một con chó kiểu lùn. Người ta cho rằng có hai loại giống chó săn thỏ, đây là giống Tesem cũ và loại chó saluki / sloughi.  Hai loại chó săn thỏ được phân biệt rõ ràng các họa tiết trang trí ngôi mộ, với chó Tesem được cho là một giống chó tương tự như chó pariah hiện đại. Một học giả áp dụng tên Tesem cho cả hai loại chó giống chó săn.

## Ngoại hình
Người Ai Cập cổ đại đã đặt tên Tesem cho những con chó đuôi xoăn giống như một con chó săn. Những chú chó này được chạm khắc trên các di tích và trong các bức tranh trên tường cho thấy cơ thể gầy của chúng với đôi tai nhọn đáng chú ý. Chúng có một bộ lông màu vàng xám, với đôi chân dài và một trán rộng nổi bật. Kích thước của chúng vượt quá con chó Pariah thời đó. Cấu trúc của bộ xương của giống chó này gần giống với chó sục hiện đại hơn so với chó săn thỏ hiện đại.

### Sách chú giải
Goldwasser, Orly (2002). Prophets, Lovers and Giraffes. Harrassowitz Verlag. ISBN 978-3-447-04590-2.